# Kijigojigo (periodiskt vattendrag i Ruyigi)
Kijigojigo är ett periodiskt vattendrag i Burundi.   Det ligger i provinsen Ruyigi, i den centrala delen av landet, 100 kilometer öster om huvudstaden Bujumbura.
Omgivningarna runt Kijigojigo är en mosaik av jordbruksmark och naturlig växtlighet. Runt Kijigojigo är det ganska tätbefolkat, med 160 invånare per kvadratkilometer.